# Barynotus moerens
Barynotus moerens — вид долгоносиков-скосарей из подсемейства Entiminae.

## Описание
Жук длиной 8—10 мм. Спинка головотрубки в основной половине заметно выпуклая (смотреть сбоку), приподнятая на лбом, продольно возвышение спинки головотрубки часто почти килевидное, средняя продольная бороздка широкая, бока её в задней половине более или менее прямолинейные, передний край лишь как исключение с узкой вырезкой посредине. Срединный киль хорошо развит. Основание надкрылий чуть шире основания переднеспинки, плечи не образуют выдающегося вперёд бугорка. Бока надкрылий более или менее равномерно окружены, их наибольшая ширина лежит у середины.